# カール＝オットー・アルベルティ
カール＝オットー・アルベルティ（Karl-Otto Alberty 1933年11月13日 - 2015年4月25日）は、ドイツの俳優。いくつかの出演作では、名を分かち書きしたカール・オットー・アルベルティ（Karl Otto Alberty）、英語風のチャールズ・アルバート（Charles Albert）あるいはチャールズ・アルベルティ（Charles Alberty）、イタリア語風のカルロ・アルベルティ（Carlo Alberti)）ど、複数の別名義も使用した。また姓Albertyのカタカナ表記について、アルベルティの他にアルバーティとする例も見られる。

## 経歴
1933年11月13日、カール＝オットー・ポエンスゲン（Karl-Otto Poensgen）としてベルリンにて生を受ける。高校卒業後は服飾関係の道に進むが、まもなくアマチュアのミドル級ボクサーとなった。1959年にコンスタンツ市立劇場に出演したことから俳優としての道を歩み始める。その後はベルリンに戻り、1961年の映画『Und sowas nennt sich Leben』への出演が映画デビューとなる。1962年からは海外での出演も増え始め、様々な映画の脇役を演じた。1963年には映画『大脱走』にてバートレット少佐（演：リチャード・アッテンボロー）を逮捕する親衛隊保安部将校シュタインナッハを演じたことでハリウッドでのデビューを果たした。
幅広の顔やボクシングの試合で骨折し歪んだ鼻という強面、そしてホワイトブロンドの髪やドイツ訛りの強い英語などいかにもドイツ人らしい特徴から、彼はしばしば悪役たるナチス・ドイツの軍人を演じた。『バルジ大作戦』（1966年）、『地獄に堕ちた勇者ども』（1969年）、『戦略大作戦』（1970年）などがドイツ軍人役としての代表作である。『空軍大戦略』（1969年）でもドイツ空軍参謀長ハンス・イェションネク将軍を演じた。ハリウッド以外では主にドイツとイタリアで活動し、戦争映画以外にもドラマやコメディ、あるいはマカロニ・ウェスタンなど様々な映画に出演した。ドイツではテレビのレギュラー番組を持っていた。
現在まで1988年のテレビドラマ『戦争の黙示録』が最後の出演となっている。

## 主な出演作
| 公開年 | 邦題 原題                                             | 役名                       | 備考                 |
| ------ | ----------------------------------------------------- | -------------------------- | -------------------- |
| 1963   | 大脱走 The Great Escape                               | シュタインナッハ           |                      |
| 1965   | バルジ大作戦 Battle of the Bulge                      | ディーペル少佐             |                      |
| 1966   | パリは燃えているか Paris brûle-t-il?                  |                            |                      |
| 1967   | 怒りの荒野 I giorni dell'ira                          | サム・コルビット           |                      |
| 1969   | 空軍大戦略 Battle of Britain                          | ハンス・イェションネク将軍 |                      |
| 1969   | サンタ・ビットリアの秘密 The Secret of Santa Vittoria | オットー                   |                      |
| 1969   | 地獄に堕ちた勇者ども La Caduta degli dei              | 1st Officer Wehrmacht      |                      |
| 1970   | 戦略大作戦 Kelly's Heroes                             | タイガー戦車の戦車長       |                      |
| 1971   | ロンメル軍団を叩け Raid on Rommel                     | ハインツ・シュレーダー大尉 |                      |
| 1972   | スローターハウス5 Slaughterhouse-Five                 | ドイツのガード             |                      |
| 1983   | 戦争の嵐 The Winds of War                             | ゲシュタポのエージェント   | テレビ・ミニシリーズ |
| 1988   | 戦争の黙示録 War and Remembrance                      | Rudolf Haindl              | テレビ・ミニシリーズ |

## 参照
1. ↑  "Traueranzeigen von Karl Poensgen". www.vrm-trauer.de (ドイツ語). 29 April 2015. 2023年4月20日閲覧。